# Alessandro Juliani
Alessandro Juliani, né le 3 avril 1978, est un acteur et chanteur canadien.

## Biographie
Il est diplômé de l'université McGill de Montréal, où il a obtenu un Bachelor de musique en performance vocale/opéra. Il est le fils du producteur, acteur et écrivain John Juliani et de Donna Wong-Juliani qui ont fondé l'Opéra Breve à Vancouver. Par sa famille et ses études, il baigne depuis longtemps dans le chant ; talent dont il fait brièvement preuve dans la série télévisée Battlestar Galactica.

## Carrière
Il est plus particulièrement connu pour son rôle de Felix Gaeta dans la série télévisée Battlestar Galactica.
En mars 2009, il remporte d'ailleurs le Streamy Award du meilleur acteur dans une web-série dramatique (Best Male Actor in a Dramatic Web Series) pour son rôle dans Battlestar Galactica: The Face of the Enemy, mini-série dérivée diffusée sur Internet où il tient un rôle central.
Il fait aussi quelques apparitions dans des rôles secondaires pour d'autres séries télévisées et prête sa voix à de nombreux personnages de dessins animés et anime, notamment L dans Death Note.
Il a également tenu des rôles dans diverses pièces de théâtre et opéras.
Il interprète Sinclair dans la série The 100.

## Filmographie
- Films : apparition dans Watchmen : Les Gardiens, Man of Steel (Officier Sekowsky)
- Séries télévisées :
  - rôle récurrent:
    - Battlestar Galactica : Lieutenant Felix Gaeta
    - Smallville (15 épisodes) : Dr Emil Hamilton
    - Les 100 : Sinclair
    - Les Nouvelles Aventures de Sabrina : Dr Cerberus
    - Supernatural : Adam

  - rôle ponctuel :
    - Le Diable et moi (Reaper) (1 épisode)
    - Stargate SG-1 (3 épisodes)
      - Eliam (épisode 4.09)
      - Katep (épisodes 8.19 et 8.20)

    - Jeremiah (3 épisodes)
    - Disparition (Taken) (1 épisode)
    - Dark Angel (4 épisodes)
    - MacGyver (1 épisode)
    - Sept jours pour agir : Prince Amal Zeihani (S2E09)
    - Continuum (S2E05)
    - Riverworld : Daniel Glass
    - Fringe : Marco (Saison 4 Episode 16)
    - The magicians : Sawbones (Saison 2 épisode 04)
    - Away (série télévisée) : Dr. Lawrence Madigan (Saison 1 Épisodes 1,2,3)
- Téléfilms : Trafic de bébés

## Doublage
- Barbie Cœur de princesse : Julian
- Barbie Fairytopia : Prince Nalu
- Barbie Mermaidia : Prince Nalu
- Barbie Princesse de l'île merveilleuse : Prince Antonio
- Barbie Mariposa : Prince Carlos
- Barbie : Mariposa et le Royaume des fées : Prince Carlos
- Barbie: Rock et Royales : Clive, Prince Reginald
- Bionicle 2 : La Légende de Metru Nui : Toa Vakama
- Bionicle 3 : La Menace de l'ombre : Toa Vakama
- The Condor : Chato
- Death Note : L Lawliet
- Ōban, Star-Racers : Koji
- Devil Kings (jeu vidéo) : Frost
- My Scene Goes Hollywood : River
- Alien Racers : Undermaster Akhil
- Jammin' in Jamaica : River
- X-Men: Evolution : Remy LeBeau / Gambit
- Zoids Fuzors : Burton
- G.I. Joe: Spy Troops : Dusty
- GoBots : Buzzer-Bot
- Gloups ! je suis un poisson : Chuck
- Beast Machines: Transformers : Nightscream
- Kessen (jeu vidéo) : Hidetada Tokugawa/Hideaki Kobayakawa/Hidemoto Mori/Natoaka Yi/Tadatomo Honda
- Ranma ½ : Toma
- Captain N (Captain N: The Game Master) : Kid Icarus